# Harlösa församling
Harlösa församling var en församling i Lunds stift och i Eslövs kommun. Församlingen uppgick 2006 i Löberöds församling.

## Administrativ historik
Församlingen har medeltida ursprung.
Församlingen var till 1962 moderförsamling i pastoratet Harlösa och Hammarlunda som från 1940 även omfattade Silvåkra församling och Revinge församling. Från 1962 till 2006 annexförsamling i pastoratet Högseröd,  Harlösa och Hammarlunda. Församlingen uppgick 2006 i Löberöds församling.

## Kyrkor
- Harlösa kyrka